# 桑平
桑平（1982年9月20日—），中国男演员，北京人。曾出演《唐人街探案》《解救吾先生》《关云长》《双枪李向阳》《前妻回家》《隋唐演义》等影视作品。